# برگردان نشانی شبکه

چارتی ساده از شبکه بندی رایانه ها

برگردان نشانی شبکه (NAT = Network Address Translation)، در شبکه‌بندی رایانه‌ای، روشی است برای فرستادن و دریافت ترافیک شبکه از روش راهیاب که با بازنویسی IP سرچشمه یا IP سرانجام سروکار دارد و گاه نیز با port numberها یا شماره درگاه‌های TCP/UDP که بسته‌های IP از آن می‌گذرند، سروکار دارد.
می‌توان گفت هنگامی که چند رایانه از راه LAN با هم پیوند دارند و هر یک نشانی IP محلی دارند و می‌خواهند از راه یک رایانه که به شبکه اینترنت پیوند دارد (WAN) و نشانی IP جهانی دارد از اینترنت بهرمند شوند، از این روش بهره می‌برند.
چک‌سام‌ها (هم IP و هم TCP) نیز باید بازنویسی شوند تا تغییر و دگرگونی به کار بسته شود. بیش تر سیستم‌هایی که از NAT بهره می‌برند همین کار را برای توانا کردن چند میزبان بر روی شبکه پوشیده (خصوصی) انجام می‌دهند تا دسترسی به اینترنت از راه یک نشانی IP همگانی (عمومی) ممکن شود.
بسیاری از administratorها یا سرپرست‌های شبکه، NAT را روشی آسان می‌دانند و بسیار از آن بهره می‌برند. به هر روی، NAT می‌تواند پیچیدگی‌هایی را دربارهٔ پیوند میان میزبان‌ها (هاست‌ها) ایجاد کند و نیز می‌تواند بر کارکرد اثر بگذارد.
NAT روشی است برای دستکاری IP آدرس‌ها در درون پروتکل تا بتوان آدرس‌ها را از یک شبکه تارتانی به شبکه تارتانی دیگر جفتبندی کرد. به این جفتبندی mapping می‌گویند. با این راه، بسته داده‌ها که به IP خواسته شده فرستاده می‌شود نخست دستکاری شده گویی که از آدرس دیگری فرستاده خواهد شد، سپس هنگامی که داده بازگشت داده می‌شود با این روش، بسته بازگشتی، دستکاری شده و به IP فرستنده راستین داده می‌شود. فرستنده‌های گوناگونی که هر یک کارت تارتانی (Network card) دارند، بسته داده خود را به یک کارت می‌فرستند که بر این روش استوار است؛ و این کارت همان است که داده‌ها را با نوشتن IP خود به همه جا می‌فرستد و بازمی‌گیرد.
برگردان نشانی درگاه (PAT):
برگردان نشانی شبکه (NAT):